# Cheech & Chongs heiße Träume
Cheech & Chongs heiße Träume (Originaltitel: Cheech and Chong's Nice Dreams) ist eine US-amerikanische Filmkomödie des Comedy-Duos Cheech und Chong aus dem Jahr 1981.

## Handlung
Cheech und Chong verkaufen aus ihrem Eiswagen heraus kein Speiseeis, sondern Marihuana, welches sie aus der Drogenplantage ihres Nachbarn Jimmy abgezweigt haben. Das Geschäft blüht, und die beiden malen sich aus, sich von dem Vermögen eine Tropeninsel zu kaufen. Die Drogenermittler um Sgt. Stedanko sind ihnen jedoch auf den Fersen und Stedanko gelangt an eine Probe des Stoffes. Als er diesen probiert, wird er schnell davon abhängig und beginnt ein eigenartiges Verhalten. Cheech und Chong gelingt die Flucht kurz bevor die Polizei ihr Haus stürmt, die in der Folge den Nachbarn Jimmy verhaftet und dessen Plantage stilllegt. Während sich Stedanko als Nebenwirkung der Drogen langsam in eine Echse verwandelt, bleiben seine Mitarbeiter Det. Drooler und Noodles auf der Fährte Cheech und Chongs.
Diese kehren in ein chinesisches Restaurant ein. Dort wird Chong zunächst für Jerry Garcia gehalten, danach taucht Cheechs Exfreundin Donna zusammen mit Howie auf. Gemeinsam schnupfen die vier Kokain, und unter dem Einfluss der Droge überschreibt Chong all ihren Reichtum an Howie. Cheech versucht derweil mit Donna ein Schäferstündchen in deren Auto abzuhalten, aber sie schläft ein. Er wird daraufhin von zwei Verkehrspolizisten kontrolliert, als plötzlich Chong mit dem Eiswagen vorfährt. Die inkompetenten Beamten sind von den Albernheiten von Chong so überfordert, dass sie die beiden laufen lassen.
Cheech und Chong suchen Donnas Apartment auf, um mit dieser einen Flotten Dreier zu haben. Als Chong kurz den Raum verlässt, taucht plötzlich der aus dem Gefängnis ausgebrochene Rocker Animal auf, Donnas Ehemann. Cheech flüchtet nackt aus dem Fenster und klammert sich an die Brüstung. Chong versteckt sich unter dem Bett. Als Animal einschläft, gelingt den beiden die Flucht.
Cheech wird plötzlich klar, dass Chong all ihr Geld an Howie überschrieben hat. Per Anhalter reisen sie unwissentlich mit den verkleideten Drogenfahndern Drooler and Noodles zu Howies Adresse. Diese stellt sich als Psychiatrische Klinik heraus, wo sie Howie erst nach längerer Suche finden. Cheech wird jedoch mit einem Patienten verwechselt und in eine Zwangsjacke gesteckt, während Chong für einen Arzt gehalten wird. Von Timothy Leary erhält Chong daraufhin LSD, welches unterschiedliche Auswirkungen auf die beiden hat: Während Chong selig einschläft, erlebt Cheech einen bizarren Drogentrip, der erst endet, als er am nächsten Morgen von einer Krankenschwester geweckt wird.
Gerade als die Missverständnisse aufgeklärt sind, platzen die Drogenfahnder um Sgt. Stedanko herein und nehmen Howie und die Krankenschwester fest. Ohne ihr Geld, und ohne Nachschub für ihren Eiswagen reisen Cheech und Chong auf ihre Tropeninsel, wo sie sich jedoch als Stripper verdingen müssen.

## Synchronisation
Im Gegensatz zum vorherigen Film wurden beide Hauptdarsteller von unterschiedlichen Sprechern synchronisiert. Thomas Danneberg übernahm für Heinz Freitag, und mit Manfred Lehmann erhielt Cheech Marin wieder dieselbe Stimme wie im ersten Teil der Trilogie, Viel Rauch um nichts.
| Rolle         | Schauspieler | Synchronsprecher |
| ------------- | ------------ | ---------------- |
| Chong         | Tommy Chong  | Thomas Danneberg |
| Cheech        | Cheech Marin | Manfred Lehmann  |
| Sgt. Stedanko | Stacy Keach  | Joachim Kemmer   |
| Det. Drooler  | Peter Jason  | Jürgen Kluckert  |

## Produktion
Cheech und Chong hatten drei Jahre zuvor mit Viel Rauch um nichts nicht nur einen Überraschungshit gelandet, sondern damit auch das Filmgenre des Stoner-Movies begründet. Nach Noch mehr Rauch um überhaupt nichts wurde die Trilogie um die beiden Kiffer mit Cheech & Chongs heiße Träume zum Abschluss gebracht. Die Erstaufführung in deutschen Kinos erfolgte am 23. Oktober 1981.

## Kritik
„Lockere Folge schlecht erzählter Episoden mit geschwätzigem Dialog und einer Reihe unausgegorener Gags.“